# Introducción y tarantela
Introducción y tarantela, originalmente Introduction et Tarentelle (en francés), es una pieza del Romanticismo musical compuesta por el violinista y compositor español Pablo Sarasate en 1899.
Numerosos violinistas de los siglos XIX, XX y XXI, como el propio Pablo Sarasate, Jascha Heifetz, Itzhak Perlman, Maxim Vengerov, han incluido esta obra en su repertorio. 
La tarantela es un baile popular del sur de Italia con un ritmo distintivo que, en la Edad Media, se hacía con el fin de espantar a la tarántula o aliviar el efecto de su picadura.

## Características
La pieza (cuya tonalidad es do mayor), empieza con una bella melodía (la introducción), en 4/4, que, tras una enérgica sucesión de arpegios cada vez más precipitados, abre paso al tempo 2/4, para llegar a la tarantela. Después, tras una melodía rápida, armónicos y pizzicatos, se inicia un tempo brillante en sol mayor que después retomará el tempo y motivo principal en la tonalidad original.
Está instrumentada para violín solo y orquesta, y adaptada para violín y piano.

## Dificultad
La dificultad de esta virtuosa obra se debe, en gran medida, a la velocidad en la que la tarantela debe ser interpretada, tal como se puede escuchar en la grabación de gramófono que hizo el autor en 1904, a sus 60 años, junto con otras piezas propias (Aires gitanos, Zortico Miraramar, Zapateado, Capricho vasco...), añadiendo La partita en mi mayor BWV 1006, de Bach.
También contiene arpegios, pizzicatos, dobles cuerdas, escalas, armónicos, saltos entre posiciones, golpes de arco como el Sautillé, y todo aquello que el compositor se atrevía a interpretar sin perder su virtuosismo y brillantez.